# Tanunda
Tanunda is een plaats in de Australische deelstaat Zuid-Australië en telt 4.710 inwoners (2021). De plaats ligt 66 kilometer ten noordoosten van Adelaide.

## Geschiedenis
De naam van de plaats komt van een Aboriginalwoord dat waterpoel of wild gevogelte bij de kreek betekent. Tanunda werd gesticht als dorp door Charles Flaxman in ongeveer 1848. In 1856 werd er goud gevonden bij Tanunda Creek. 
Pruisische immigranten die arriveerden met pastoor Gotthard Fritzsche stichtten het dorp Bethanien in 1842, de eerste nederzetting in de buurt van het huidige Tanunda. Een jaar later kwamen de Pruisen uit Klemzig aan de Torrens, waar ze zich na hun immigratie in 1838 met pastoor August Kavel hadden gevestigd, naar de Barossa Valley en stichtten het dorp Langmeil. Hun nieuwe gemeenschap droeg de naam van een Pruisische stad in de buurt van Züllichau, waar de kolonisten vandaan kwamen; het is nu een Pools dorp dat bekend staat als Okunin. Enige tijd later werd er nog een dorp gesticht met de naam Tanunda. Vanwege anti-Duitse sentimenten werden zowel Langmeil als Bethanien tijdens de Eerste Wereldoorlog omgedoopt tot respectievelijk Bilyara en Bethany, hoewel Bilyara in 1975 weer Langmeil werd. Toen het Tanunda-gebied zich verder ontwikkelde, werden de dorpen Langmeil en Tanunda samengevoegd. Tegenwoordig heet het dorp gewoon Tanunda.

## Wijngaarden
Tanunda en de Barossa Valley vormen een van de beste wijngebieden van Australië en de stad wordt omringd door wijngaarden. Eén zo'n wijngaard, Turkey Flat, herbergt Shiraz-wijnstokken die in 1847 werden geplant en waarvan wordt aangenomen dat het 's werelds oudste continu producerende commerciële wijngaard is die is geverifieerd.

## Spoorlijn
De lijn van Gawler naar Angaston werd in 1911 geopend door Tanunda en Nuriootpa. Tot 16 december 1968 reden er regelmatig forenzentreinen. De rangeer- en goederensporen bij het station werden in de jaren 1990 verwijderd, maar de loods en het goederenperron staan er nog. In november 1996 introduceerde TransAdelaide een proefdienst voor passagierstreinen op zondag naar Nuriootpa. Later werd de Barossa Wine Train geïntroduceerd van Adelaide naar Tanunda. Deze stopte in 2003. De Penrice-kalksteentrein bleef de lijn gebruiken tot juni 2014. Lokaal radiostation 5BBB bezet het stationsgebouw sinds het midden van de jaren 90 en de lijn is buiten gebruik gesteld.

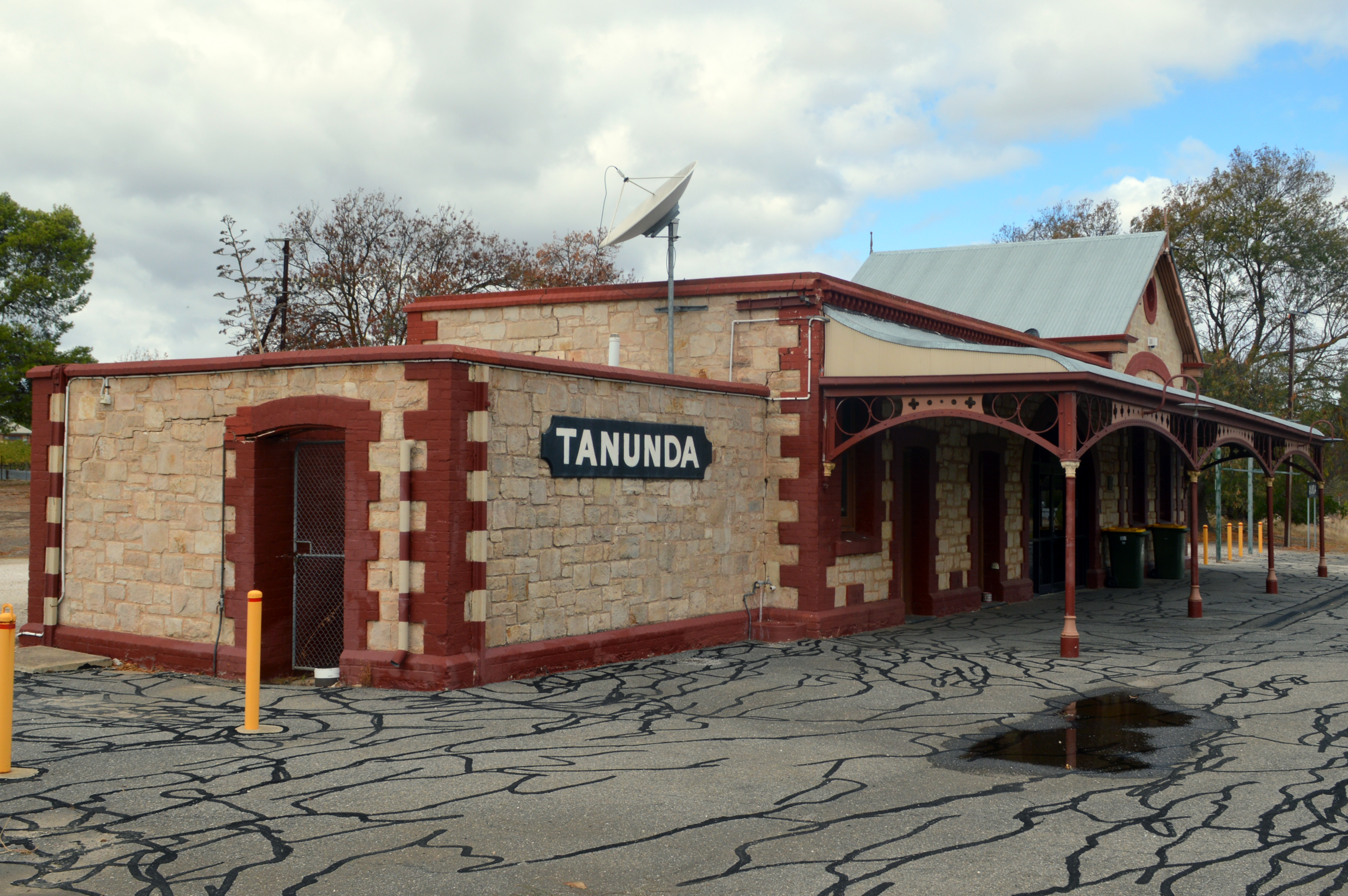
Het voormalige station van Tanunda